# سر المرجان (مسلسل)
سر المرجان مسلسل مغربي من جزئين من إنتاج القناة الثانية سنة 2016 وإخراج شوقي العوفير، وبطولة كل من الممثل التونسي هشام رستم، سامية أقريو، نورة الصقلي، وآخرون.
سجل المسلسل نسب مشاهدة مهمة في قائمة البرامج الأكثر مشاهدة في رمضان، حسب أرقام مؤسسة ماروك ميتري لقياس نسب مشاهدة القنوات الوطنية، فقد لقي أصداء إيجابية لدى المشاهدين والصحافة المتتبعة، عكس بعض الأعمال الأخرى المبرمجة للشهر الكريم.

## القصة
يُقدّم وقائع مثيرة لقصة استبداد من نوع آخر من خلال الاستغلال البشع للمرجان الأحمر، وهو من خيرات البحر الأطلسي على شواطئ أصيلة. وقد استلهمت منه ـ على ما يبدو ـ نورا وسامية قصّتهما لتقديم حلقات حكاية مسلسل تحاول أن تفضح المتحكمين في ثروات البلاد والجشع الذي يصيبهم، وهو ما يقدمه المسلسل من خلال اكتشاف المعلمة حسنى، التي عادت إلى قريتها لتجد واقعاً صعباً في يد رجل يستبدّ بالسكان، وينهب ثروات القرية، بل ويتاجر في الممنوعات، بما في ذلك المخدرات.

## طاقم التمثيل
- هشام رستم
- سامية أقريو
- نورا الصقلي
- السعدية لديب
- هند السعديدي
- أمين الناجي
- عبد الله ديدان
- مليكة العماري
- عمر لطفي
- كريمة غيث